# Sursaut solaire
Un sursaut radio solaire ou, plus simplement, un sursaut solaire, est la manifestation radioélectrique d'une éruption solaire. Les sursauts se produisent surtout en période de grande activité solaire en accompagnant l'évolution des taches. Leurs effets viennent s'ajouter au rayonnement du Soleil calme et aux variations lentes et peuvent provoquer des perturbations graves dans les radio-communications. 
On distingue cinq principaux types de sursauts solaires, numérotés de I à V. Ils sont caractérisés par leur origine, la bande de fréquence des signaux émis et la durée du phénomène. Certains sursauts s'accompagnent de l'émission de rayons X mous et ultraviolets.

## Types de sursaut

### Sursaut de type I
Origine : au-dessus des taches solaires importantes.

Bande de fréquence : ondes métriques sur une largeur de quelques mégahertz avec une dérive (de 1 à 20 MHz/s) qui peut être positive ou négative.

Durée : <1 seconde

Remarques : pendant les orages de bruit radioélectrique.

### Sursaut de type II
Origine : éruptions chromosphériques

Bande de fréquence : ondes métriques à hectométriques (entre 100 kHz et 200 MHz) dont la fréquence diminue lentement (0,25MHz/s). Ce sont les sursauts à dérive lente de fréquence.

Durée : plusieurs minutes à plusieurs heures.

Remarques : rayonnement induit par les oscillations du plasma, au passage d'une onde de choc (Éjection de masse coronale) dans la couronne solaire et le milieu interplanétaire. Phénomène rare. Aurores polaires, orages magnétiques et perturbations des communications radio peuvent se manifester quelques dizaines d'heures après l'éruption.

### Sursaut de type III
Origine : éruptions chromosphériques

Bande de fréquence : ondes métriques à hectométriques (100 kHz à 600 MHz) dont la fréquence diminue rapidement. Il s'agit de sursauts à dérive rapide de fréquence.

Durée : de quelques secondes à plusieurs minutes.

Remarques : rayonnement induit par les oscillations du plasma, au passage de faisceaux d'électrons supra-thermiques circulant le long de lignes de champ magnétique ouvertes sur le milieu interplanétaire. Phénomène relativement fréquent en période de maximum solaire. 

### Sursaut de type IV
Origine : éruptions chromosphériques

Bande de fréquence : large bande de fréquences stables (sursaut continuum) pouvant aller de quelques MHz à plus de 70 GHz.

Durée : parfois plusieurs heures.

Remarques : rayonnement provoqué par des électrons se déplaçant dans un champ magnétique à des vitesses se rapprochant de celle de la lumière (effet synchrotron). Phénomène relativement rare et s'accompagnant d'un renforcement des rayons cosmiques solaires.